# Ohňový patent

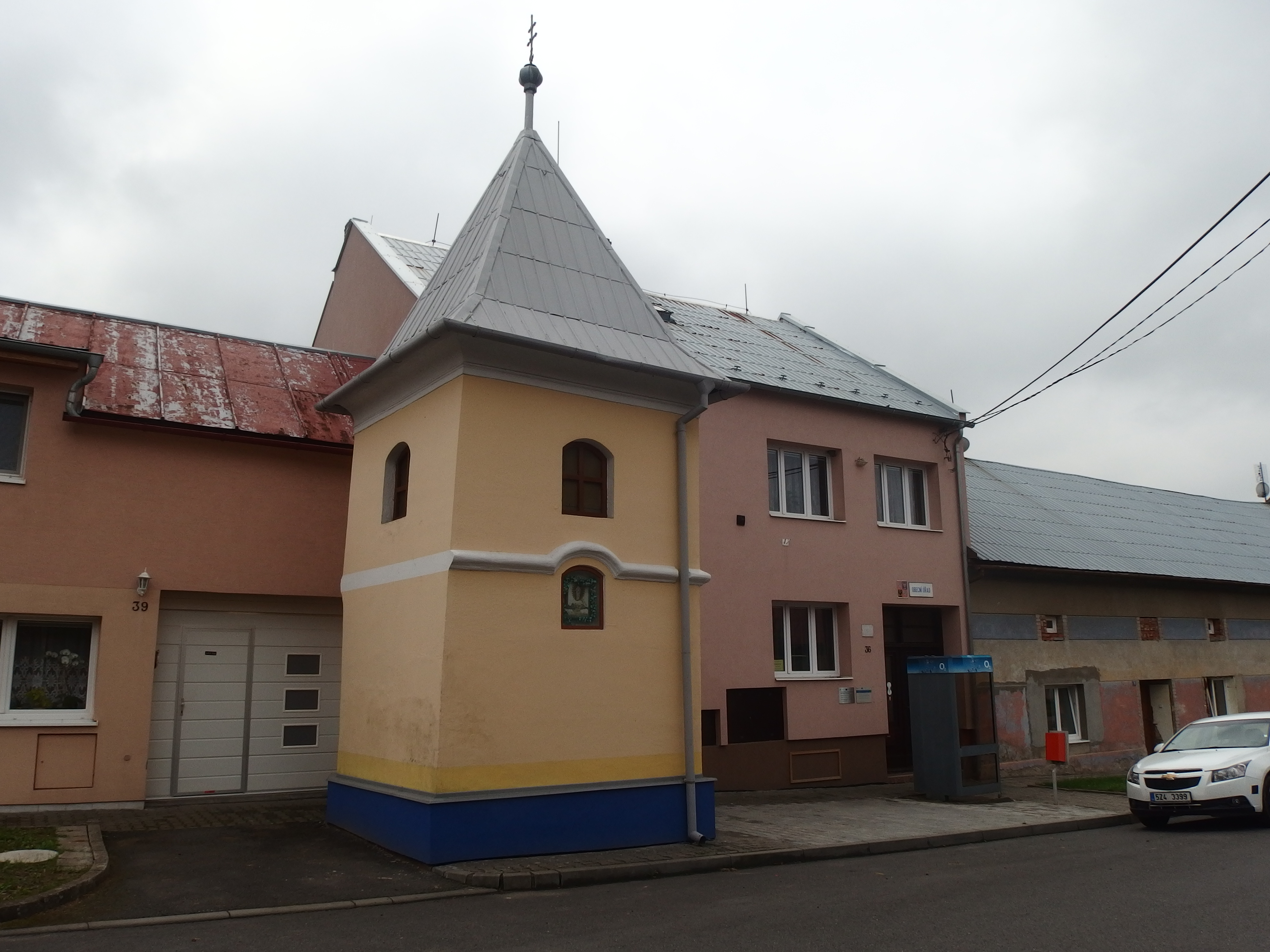
Zvonice v Bořenovicích, postavená na základě patentu

Ohňový patent Marie Terezie byl vydán 21. srpna 1751. Stanovil například základní protipožární zásady při výstavbě domů, povinnost vybavit vesnice zvoničkami a službu nočních vartýřů a základní zásady pro hašení požárů.

## Situace před vydáním patentu
V době kolonizace bývaly stavby převážně dřevěné, kryté doškem nebo šindelem, koncentrované na malém prostranství. Většinou neměly komíny, kouř volně unikal stropním otvorem. Později byly stavěny dřevěné komíny, zevnitř vymazané hlínou. Patřilo k povinnostem rychtářů a starších obce pravidelně prohlížet komíny a ohniště a nařizovat případné opravy nebo vydat zákaz v nich topit.
U koho vznikl oheň, pod trestem smrti byl povinen ihned křikem upozornit své okolí. Při vzniku ohně měli všichni povinnost přispěchat se vší čeledí k ohni, přičemž každý měl vzít z domu háky, žebříky a vědra. Za žhářství byl trest smrti.

## Povinnosti
Patent stanovil, že pazderny a chlebové pece mají být po straně chalupy. Do roka po vydání patentu měla mít každá chalupa zděný komín, do budoucna měla být všechna stavení zděná, s mazanicí na střevíc tlustou.
Nařízení zapovědělo střílení a vypouštění rachejtlí o svatbách, zapovědělo svatojanský oheň a zapovědělo používání posvět (loje ke svícení) mimo světnice.
Vrchnost měla podle patentu dbát, aby se budovalo více studní a také dolin na dešťovou vodu. Obyvatelé měli před svá stavení zasázet vrby nebo lípy.
Patent nařídil službu nočních vartýřů a jejich povinnost v případě požáru bít zvonem na poplach. Toto nařízení je považováno za počátek plošného umisťování zvonů a zvoniček na vesnicích. Větší obce k tomuto účelu využívaly kostelní zvony. Ohňový patent nestanovil, jak má zvonička vypadat, proto nebylo zvláštností, že některé chudší obce měly zvon zavěšen pouze v korunách stromu a nebyl ani chráněn stříškou.
Při hašení požáru patent například stanovil povinnost rozbourat dřevěná stavení v blízkosti požáru.

## Další vývoj protipožární legislativy
Roku 1775 bylo obnoveno nařízení o zděných komínech.
Dne 24. ledna 1787 vydal Josef II. nový patent, „řád k hašení ohně", který zpřísňoval a upřesňoval požadavky prvního patentu, a to ve zvláštním znění pro města a v jiné úpravě pro vesnice. Pro vesnice bylo předepsáno, že nová stavení mají být vzdálena od sebe alespoň sáh daleko a že stodoly se musejí stavět od domů, za zahradami, a kde jsou již uvnitř vsi, má se k nim vysaditi listnaté stromoví, zvláště ořech a lípa, a to alespoň na čtyřech rozích. Pazderny a kovárny měly být stavěny za dědinou, dřevěné komíny a kouřenice byly zakázány. Stavět celodřevěné domy bylo zakázáno pod pokutou, stavba až pod střechu musela být z kamení nebo vepřovic. V každé dědině měly být zřízeny koňské brody a kalužiny z nachytané dešťové vody. V každém domě i v obci (u kostela) mělo být hasicí náčiní v domě (žebřík, hák, konve, plechová lucerna), obec měla mít ruční stříkačku. Bylo zakázáno podkuřování dobytka a bylo zakázáno sušit len na kamnech. Úředník vrchnosti, rychtář obce a kominík měli třikrát ročně prohlédnout komíny, kamna a ohniště ve všech domech.
Dne 15. února 1816 byl vyhlášen dvorský dekret, který obnovil zákaz stavět domy ze dřeva. Dekret z 30. března 1816 uvádí, že zákaz stavět ze dřeva se vztahuje také na vedlejší hospodářské stavení a na ploty.
Opakované vydávání ohňových patentů svědčí o tom, že nebyly ve všem respektovány nebo že byly obcházeny.